# Оґуні (Кумамото)

33°7′17″ пн. ш. 131°4′6″ сх. д. / 33.12139° пн. ш. 131.06833° сх. д.
Оґуні (яп. 小国町) — містечко в Японії, в повіті Асо префектури Кумамото.